# Gonodactylidae
Gonodactylidae es una familia de camarones mantis, son cangrejos hoplocaridos.

## géneros
Contiene los siguientes géneros.
- Gonodactylaceus
- Gonodactylellus
- Gonodactyloideus
- Gonodactylolus
- Gonodactylopsis
- Gonodactylus
- Hoplosquilla
- Hoplosquilloides
- Neogonodactylus